# T-Fest
T-Fest, właśc. Kyryło Ihorowicz Nezboreckyj (ukr. Кирило Ігорович Незборецький; ur. 8 maja 1997 w Czerniowcach) – ukraiński piosenkarz i raper tworzący swoje utwory w języku rosyjskim.

## Życiorys
Kyryło urodził się 8 maja 1997 roku w Czerniowcach na południu Ukrainy, gdzie później dorastał i spędził swoje dzieciństwo. Jego rodzicami są Olena Nezborecka i Ihor Nezboreckyj, znany lokalnie lekarz. Ma starszego brata.

## Kariera
Pierwsze utwory Kyryło nagrywał z udziałem swojego starszego brata, które pojawiły się w internecie w grudniu 2010 r. Był to materiał amatorski prosto z domowego studia. W 2013 r. wydali wspólny mixtape Burn, gdzie w jednym z utworów można było gościnnie usłyszeć Schokka. Rok później T-Fest ogłosił swój powrót, jednocześnie usuwając poprzednie nagrania z mediów. Zamiast nich pojawił się nowo nagrany singel „Time to play” z nadchodzącego albumu 0372, który miał swoją premierę 26 stycznia 2017 r. W celu szybkiego rozpromowania nowego albumu artysty utwory pojawiały się jeden po drugim, pojawiły się takie klipy jak „New Day”, „One thing I know”, „Do not forget”, które szybko zyskały miliony odsłon w internecie. W lutym 2017 r. Kyryło wystąpił w Moskwie na koncercie Schokka jako support. Miesiąc później młody muzyk został supportem na koncercie Skriptonitu, na początku marca ukazał się ich wspólny utwór „Lambada”, który został opublikowany na kanale Gazgolder. Po jakimś czasie T-Fest podpisał kontrakt z tą wytwórnią. Latem 2017 r. wziął udział w oficjalnym projekcie Apple Music na dużą skalę. W Moskwie i Petersburgu opublikowano liczne billboardy z wizerunkiem Kyryła. W tym samym roku artysta wydał album Youth (październik 2017 r.). Wiosną 2018 r. został nominowany do nagrody Muz-TV w kategorii przełom roku. W międzyczasie powstaje utwór „Улети (ulecieć)”, który w krótkim czasie zyskał ponad 80 milionów odsłon na oficjalnym kanale Gazgolder. 23 marca 2018 r. dał duży solowy koncert w Moskwie w RaBCLUB, gdzie zaprezentował swój nowy utwór „Smile to the sun”. Latem 2018 r. T-Fest zostaje bohaterem okładki magazynu SNC. 26 lipca ukazał się kolejny album artysty „Иностранец (obcy)”, który zebrał w rekordowym czasie 350000 przesłuchań po raz pierwszy w historii aplikacji BOOM!. 1 sierpnia 2018 r. Kyryło wydał wspólny utwór z Bastą „Scandal”.

## Dyskografia

### Albumy
- 0372 (2017)
- Молодость 97 (2017)
- Иностранец (2018)
- Цвети и погибни (2019)
- Выйди и зайди нормально (2020)
- Любовь/грустно (2020)